# 波動歯車装置

波動歯車装置の原理

波動歯車装置（はどうはぐるまそうち、英語: Strain wave gearing）とは楕円と真円の差動を利用した差動装置である。この機構を用いた製品がハーモニック・ドライブ・システムズ社からハーモニックドライブという名で販売されている。

## 歴史
- 1957年 - 波動歯車装置の原理がクラレンス・ウォルトン・マッサー（Clarence Walton Musser）により発明される。